# Marmosops incanus
Marmosops incanus är en pungdjursart som först beskrevs av Peter Wilhelm Lund 1840. Marmosops incanus ingår i släktet Marmosops och familjen pungråttor. IUCN kategoriserar arten globalt som livskraftig. Inga underarter finns listade.
Honor är med en kroppslängd (inklusive svans) av 24 till 36 cm och en vikt av 20 till 70 g mindre än hannar som blir 27 till 43 cm långa och 25 till 140 g tunga. Svansen är tydlig längre än huvudet och bålen tillsammans. Pälsen som hos unga individer är längre och mjukare har på ovansidan en gråbrun färg och undersidan är täckt av krämfärgad päls. Huvudet kännetecknas av mörka ringar kring ögonen och av cirka 2,5 cm långa öron.
Pungdjuret förekommer i östra Brasilien. Arten vistas i skogar och främst aktiv på natten. Den äter frukter och insekter.
Marmosops incanus går på marken och klättrar i växtligheten. Parningen sker oftast mellan september och december och sedan dör alla vuxna hannar. Hos en population dokumenterades en parningstid mellan mars och maj. Liksom hos andra pungdjur är de nyfödda ungarna underutvecklade. När ungarna är självständiga (oftast i maj) dör även de vuxna honorna och fram till nästa parningstid finns inga könsmogna individer.